# Акшоки (Маканчинський район)
Акшоки́ (каз. Ақшоқы) — село у складі Маканчинського району Абайської області Казахстану. Адміністративний центр Акшокинського сільського округу.
Населення — 830 осіб (2021; 1034 у 2009, 1320 у 1999, 1826 у 1989).
Національний склад станом на 1989 рік:
- казахи — 100 %